# Са-Карнейру, Мариу де
Ма́риу де Са-Карне́йру (порт. Mário de Sá-Carneiro; 19 мая 1890, Лиссабон, Португалия — 26 апреля 1916, Париж, Франция) — португальский поэт и прозаик, переводчик, актёр.

## Биография
Са-Карнейру родился в богатой семье с военными традициями. Его мать умерла в 1892 году, когда ему было два года, его воспитанием занимались бабушка и дедушка. Са-Карнейру жил в поместье недалеко от Лиссабона, где и провёл большую часть своей жизни. Он начал писать стихи в двенадцатилетнем возрасте. К пятнадцати годам он уже перевёл несколько произведений Виктора Гюго. К 16 годам он перевёл произведения Гёте и Шиллера. В колледже он попробовал сам писать художественную прозу. Некоторое время Са-Карнейру был актёром. В 1911 году он перебрался в Коимбру, где был зачислен в юридическую академию, но так и не продвинулся в обучении дальше первого курса. Тем не менее именно в Коимбре он встретил человека, ставшего потом его ближайшим другом, Фернанду Пессоа, который позднее введёт Са-Карнейру в круг лиссабонских модернистов.
Покинув студенческий городок, именно такую славу имела Коимбра, Са-Карнейру отправился в Париж для обучения в Сорбонне. Несмотря на то что его отец продолжал оплачивать его обучение, Са-Карнейру вскоре перестал посещать занятия. Он вёл богемный образ жизни, посещая театры и бары. Разгульная жизнь привела к тому, что Са-Карнейру влюбился в проститутку и эти отношения здорово измотали его. Здесь же, в Париже, Са-Карнейру познакомился с известным португальским художником — Санта Ритой Пинтором.
Вместе с Фернанду Песоа и Алмадой Негрейрушем Са-Карнейру писал для журнала «Орфей» (порт. Orpheu: Revista Trimestral de Literatura), который публиковал поэзию и прозу в стиле космополитизма и европейского авангардизма. Публикации журнала привели к скандалу в португальском обществе, всего вышло только два номера журнала. Третий номер был подготовлен, но так и не опубликован в связи с шумихой вокруг журнала, а также ввиду отсутствия денег. Сейчас журнал «Орфей» известен именно благодаря тому, что открыл португальский модернизм в литературе. Издателем журнала Са-Карнейру назначил Антониу Ферру.
В июле 1915 года Са-Карнейру вернулся в Париж. Вместе с Фернанду Пессоа обсуждает готовящийся к публикации третий выпуск «Орфея». Его отец, который являлся одним из спонсоров журнала, прекращает финансирование проекта. Через несколько месяцев Са-Карнейру начинает страдать от депрессии, вызванной финансовыми проблемами. 31 марта 1916 года Са-Карнейру написал драматичное письмо Фернанду Пессоа:

«Если не случится чуда, то к следующему понедельнику (или даже днём ранее) твой друг Мариу де Са-Карнейру примет огромную дозу стрихнина и исчезнет с лица земли.» Оригинальный текст (порт.)«A menos de um milagre na próxima segunda-feira, 3 (ou mesmo na véspera), o seu Mário de Sá-Carneiro tomará uma forte dose de estricnina e desaparecerá deste mundo.»— Мариу де Са-Карнейру
Будучи отчаянно недовольным своей жизнью, он тем не менее отложил самоубийство почти на месяц. Но в полном соответствии со своим ранним заявлением, в возрасте 25 лет он покончил с собой, приняв большую дозу стрихнина 26 апреля 1916 года в номере гостиницы Hôtel de Nice на Монмартре.

## Творчество

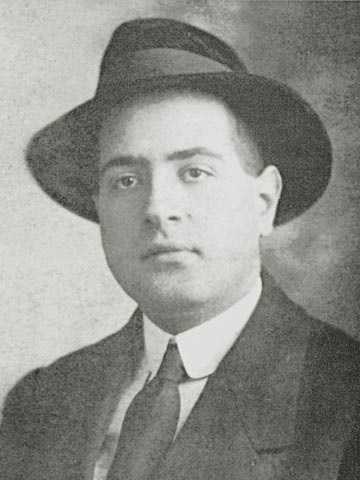
Мариу де Са-Карнейру

Согласно данным исследовательницы жизни и творчества писателя М. М. Мазняк, «период создания поэтических произведений составляет чуть больше трёх лет» (1913—1916), поэтическое наследие включает два сборника, поэму «Маникюр» и несколько стихотворений. В 1912 году Са-Карнейру опубликовал свою первую пьесу «Дружба» (Amizades) сотрудничестве с Томашем Кабрейра младшим (порт. Tomás Cabreira Júnior) — его коллегой по лицею Камоэнса в Лиссабоне. Тот факт, что пьеса дошла до современного читателя, — счастливая случайность. Рукопись пьесы хранилась у Кабрейры, перед самоубийством он сжёг все свои бумаги, но рукопись пьесы в этот момент была у Са-Карнейру.
В том же году Са-Карнейру опубликовал сборник рассказов, объединённых под названием «Начало» (Princípio). В 1913 году создал подборку из 12 стихотворений «Растворение» (Dispersão), изданную год спустя.
В 1914 году Са-Карнейру опубликовал «Исповедь Лусиу» (A Confissão de Lúcio) — своё наиболее известное прозаическое произведение, которым было положено начало португальскому модернизму. В 1915 году вышел сборник «Небо в огне» (Céu em Fogo), в который вошло 12 повестей. В них находят выход те же переживания и наваждения, навязчивые идеи, какие уже раскрывались в поэтических произведениях писателя.
Не всё из написанного Са-Карнейру было опубликовано при его жизни. Многие его публикации в журналах, например в «Орфее» (Orpheu) или в «Португалии футуристической» (Portugal Futurista), не были объединены в книги. В 1937 году в журнале «Присутствие» (Presença) посмертно вышел сборник стихов Са-Карнейру «Знаки золота» (Indícios de Oiro) — наиболее важная часть его поэтического творчества. Письма Мариу де Са-Карнейру были собраны в посмертных томах: «Письма, адресованные Фернандо Пессоа» (2 тома, 1958—1959), «Письма Мариу де Са-Карнейру, адресованные Луишу де Монталвор, Кандии Рамуш, Альфреду Гизаду и Жозе Пашеку» (1977), «Неизданная корреспонденция Мариу де Са-Карнейру, адресованная Фернанду Пессоа» (1980).
Ведущий специалист по изучению жизни и творчества писателя в России — Мария Мазняк

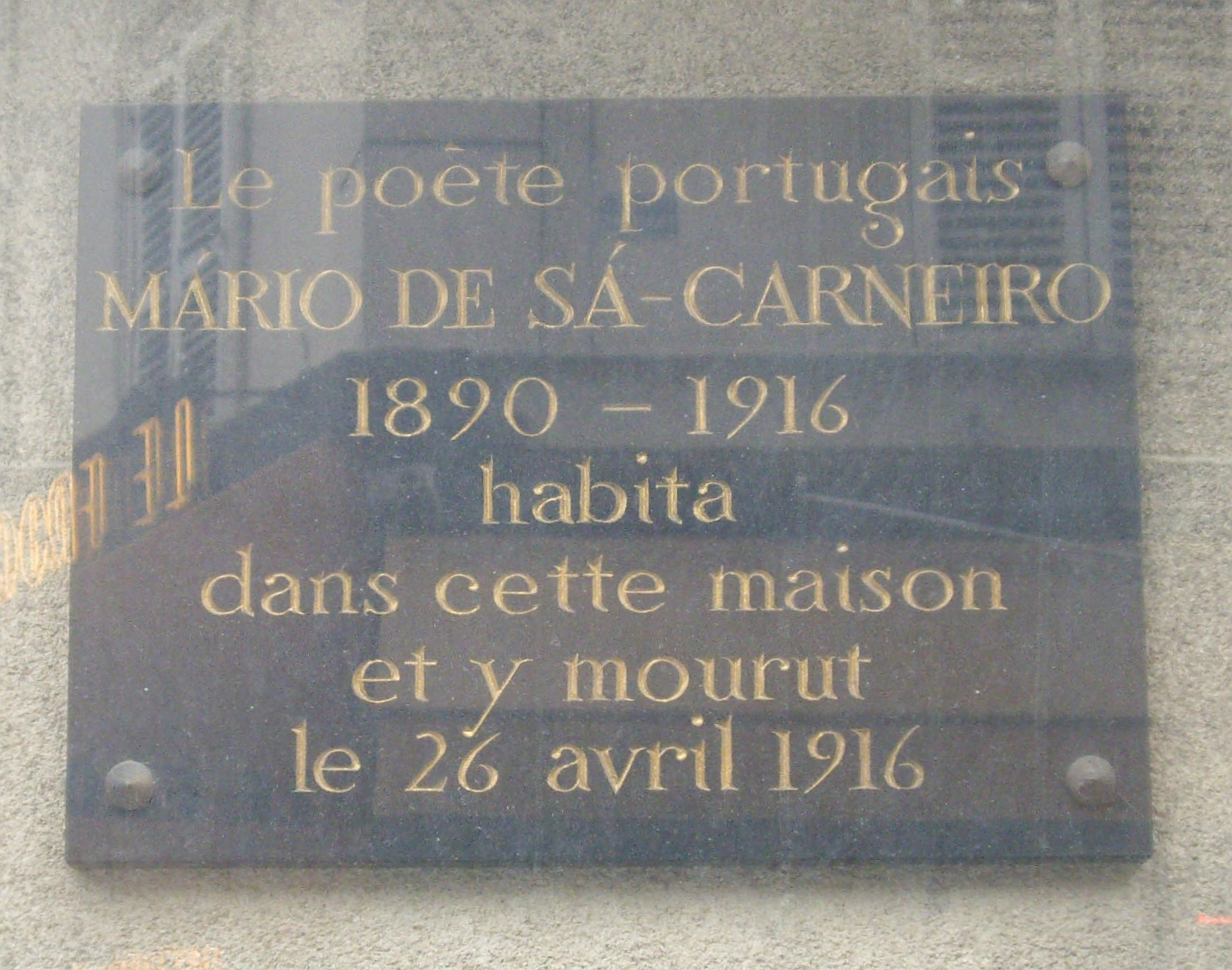
Мемориальная плита Са-Карнейру на здании, где он совершил самоубийство, 26 апреля 1916 года (Rue Victor-Massé 29, Paris).

 Конец

 Как умру, ударят в жесть,

 И под гулкие раскаты

 Будут прыгать акробаты,

 Клоуны из кожи лезть!

 Я поеду на осле,

 Убранном по-андалузски…

 Гроб мой улочкою узкой

 Будет ехать на осле!

Оригинальный текст (порт.)

FIM

Quando eu morrer batam em latas,

Rompam aos saltos e aos pinotes,

Façam estalar no ar chicotes,

Chamem palhaços e acrobatas!

Que o meu caixão vá sobre um burro

Ajaezado à andaluza...

A um morto nada se recusa,

Eu quero por força ir de burro.

— Мариу де Са-Карнейру, Перевод Ирины Фещенко-Скворцовой.

## Избранная библиография
Скачать из Национальной библиотеки Португалии
- Tomás Cabreira Junior e Mario de Sá-Carneiro, Amizade: peça original em 3 actos. Lisboa:  Arnaldo Bordalo, 1912.
- Mario de Sá-Carneiro. Princípio: novelas originais. Lisboa: Livraria Ferreira‑Ferreira, 1912.
- Mario de Sá-Carneiro. Dispersão: 12 poesias. Lisboa: em casa do autor, 1914.
- Mario de Sá-Carneiro, A confissão de Lúcio: narrativa. Lisboa: em casa do autor, 1914.
- Mario de Sá-Carneiro. Céu em Fogo: oito novelas. Lisboa: Monteiro & Companhia, 1915.

Посмертные произведения
- Mário de Sá-Carneiro. Indícios de Ouro: oito novelas. Porto: Edições «Presença», 1937.
- Mário de Sá-Carneiro. Correspondência Inédita, leitura, introdução e notas de Arnaldo saraiva. Porto: Centro de Estudos Pessoanos, 1980.
- Mário de Sá-Carneiro. Obra Poética (poesia completa, incluindo os primeiros poemas e poemas dispersos), intr. org. e notas de António Quadros. Mem Martins: Publicações Europa-América,1985.

## Издания
- Mário de Sá-Carneiro, Poemas Completos, ed. Fernando Cabral Martins. Lisboa: Assírio & Alvim, 1996.
- Mário de Sá-Carneiro, Verso e Prosa, ed. Fernando Cabral Martins. Lisboa: Assírio & Alvim, 2010.
- Mário de Sá-Carneiro. Em ouro e Alma: correspondência com Fernando Pessoa, pref. Ricardo Vasconcelos. Lisboa: Tinta-da China, 2015. 672 pág. ISBN 978-989-671-286-0.
- Poesia Completa de Mário de Sá-Carneiro, pref. Ricardo Vasconcelos. Lisboa: Tinta-da China, 2017. 696 pág. ISBN 978-989-671-372-0.

## Переводы на русский язык
- «Почти» = Quási / Антология западноевропейской поэзии XX века, Перевод Евгений Витковский, Москва: Художественная литература, 1977.
- «Не Дано» = Como eu não possuo / Последняя каравелла: Избранные поэтические переводы, Перевод Геннадий Зельдович. — М.: Водолей, 2006. — 320 с. — ISBN 5-902312-67-1.
- Са-Карнейру М. де. Безумие: Роман = Loucura... / Princípio (1912 г.) Перевод Марии Курчатовой / Иностранная литература, № 7. — Москва. — 2015. — Стр. 172–206. — ISSN 0130-6545.
- Са-Карнейру М. де. Великая тень / Пер. с порт. М. Казарович, М. Мазняк, А. Хуснутдинова, А. Чернов; сост. А. Чернов; вступ. ст и прим. М. М. Мазняк. — М. : Центр книги Рудомино, 2016. — 448 с. — (Лузитанская библиотека). — ISBN 978-5-00087-112-6.
- Са-Карнейру М. де. «Стихи», сост. и переводчик Ирина Фещенко-Скворцова / Лузитанская душа: Стихи португальских поэтов XV–XX веков. — М.: Водолей, 2017. — Стр. 108–111. ISBN 978-5-91763-368-8